# هارون بارنز
هارون بارنز (21 ديسمبر 1971 - ) (بالإنجليزية: Aaron Barnes)‏ هو لاعب كريكت نيوزلندي.

## وصلات خارجية
- هارون بارنز على موقع إي آس بي آن كريك إنفو (الإنجليزية)